# دهستان دابوی جنوبی
دهستان دابوی جنوبی، دهستانی است از توابع بخش دابودشت شهرستان آمل در استان مازندران ایران.

## جمعیت
براساس سرشماری سال ۱۳۸۵جمعیت آن ۳۷۷۹۶ نفر (۹۷۹۳ خانوار) بوده‌است.